# Exobasidium fraseri
Exobasidium fraseri är en svampart som beskrevs av McNabb 1962. Exobasidium fraseri ingår i släktet Exobasidium och familjen Exobasidiaceae.   Inga underarter finns listade i Catalogue of Life.